# Cung điện Kamieniec Ząbkowicki
Cung điện Kamieniec Ząbkowicki (tiếng Đức: Schloss Kamenz) là một cung điện phong cách Tân Gothic hoành tráng từ thế kỷ XIX, tọa lạc tại làng Kamieniec Ząbkowicki, Ba Lan (cho đến năm 1945 Kamenz, Đức).

## Lịch sử
Người xây dựng và cũng là chủ sở hữu đầu tiên của Cung điện Kamieniec Ząbkowicki (lúc đó được gọi là Schloss Kamenz) là Công chúa Marianne của Hà Lan, người vào năm 1838, đã giao việc xây dựng cung điện cho Karl Friedrich Schinkel. Năm 1848, các công trình xây dựng đã bị dừng lại do vụ ly hôn của Công chúa Marianne với Hoàng tử Albert xứ Phổ, chỉ được tiếp tục vào năm 1853. Năm 1858, các khu vườn trên sân thượng được thiết kế bởi Peter Joseph Lenné, Tổng Giám đốc Công viên Phổ. Năm 1873, và với cuộc hôn nhân của con trai Albrecht, Công chúa Marianne đã trao quyền sở hữu cho Albert. Trong Thế chiến II, người Đức đã sử dụng tổ hợp cung điện làm trạm trung chuyển cho các tác phẩm nghệ thuật bị cướp bóc. Sau năm 1945, phần bên trong cung điện bị cướp phá hoặc tàn phá, với một phần của đá cẩm thạch được trục vớt để xây dựng Hội trường Quốc hội tại Cung điện Văn hóa và Khoa học ở Warsaw.
Hiện nay, các công trình cải tạo liên tiếp từ năm 2013, được tài trợ bởi Bộ Văn hóa và Di sản Quốc gia Ba Lan đã bảo vệ tài sản và mở cửa cho khách du lịch.

## Bộ sưu tập

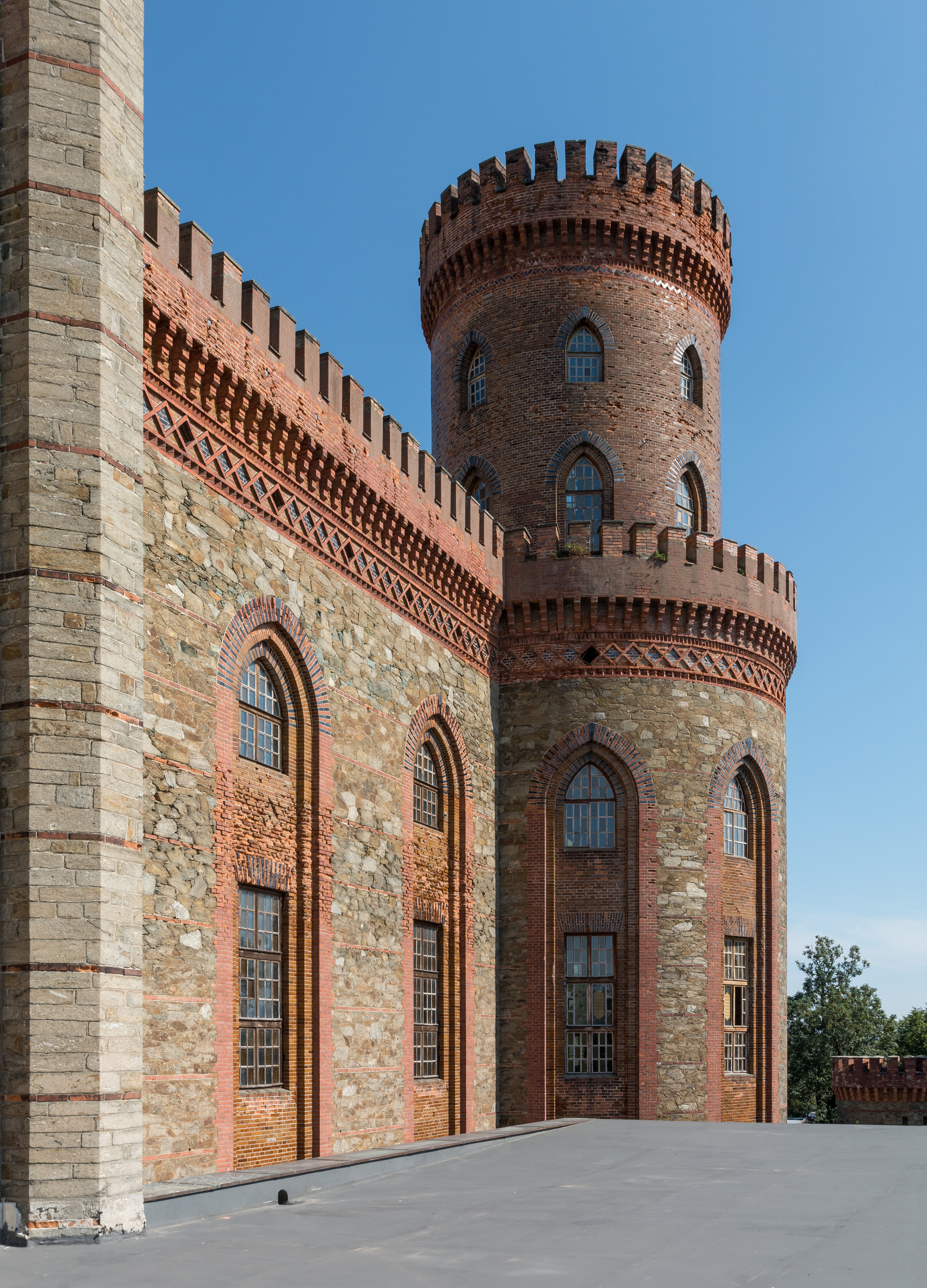
Tháp
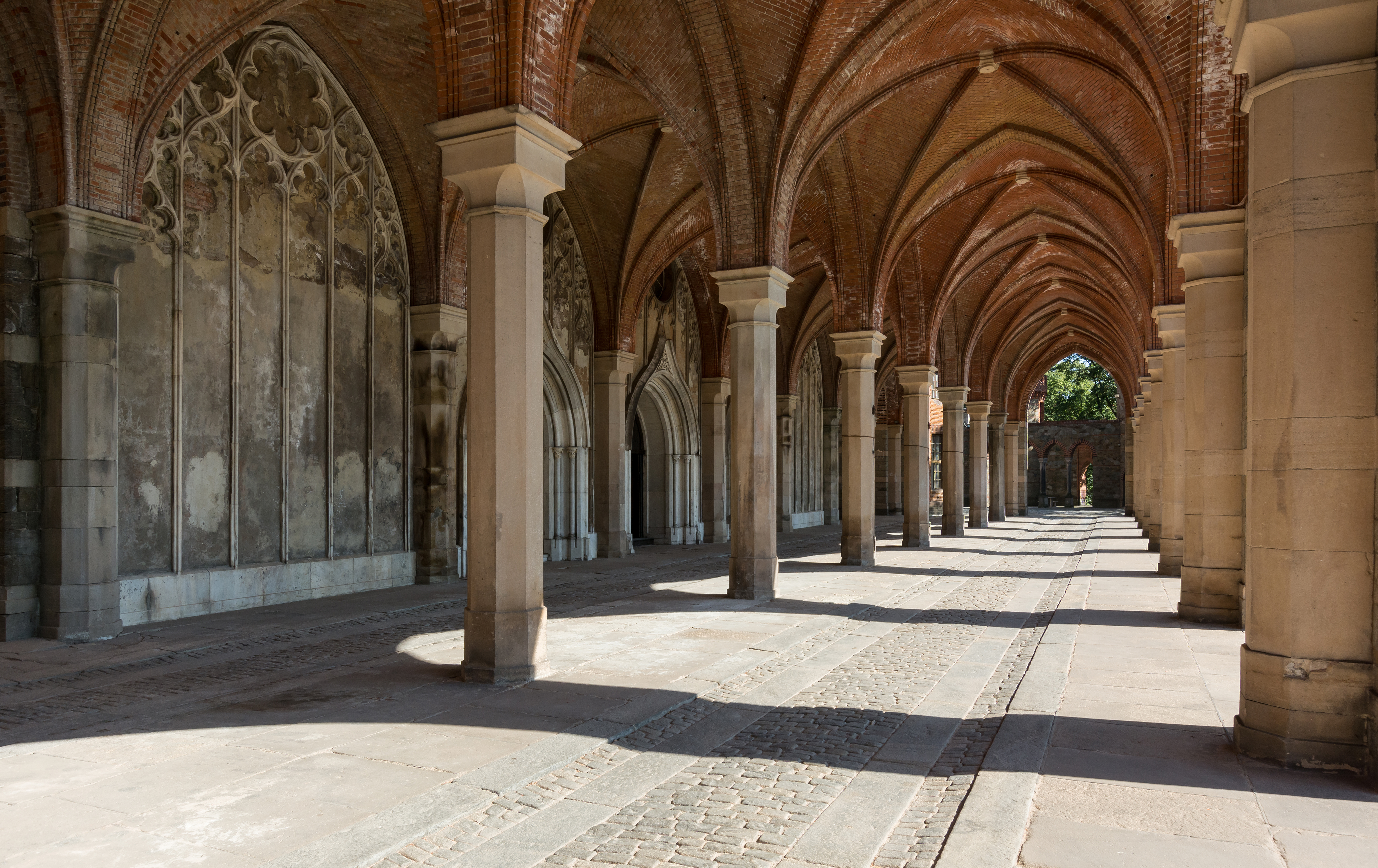
Cloister
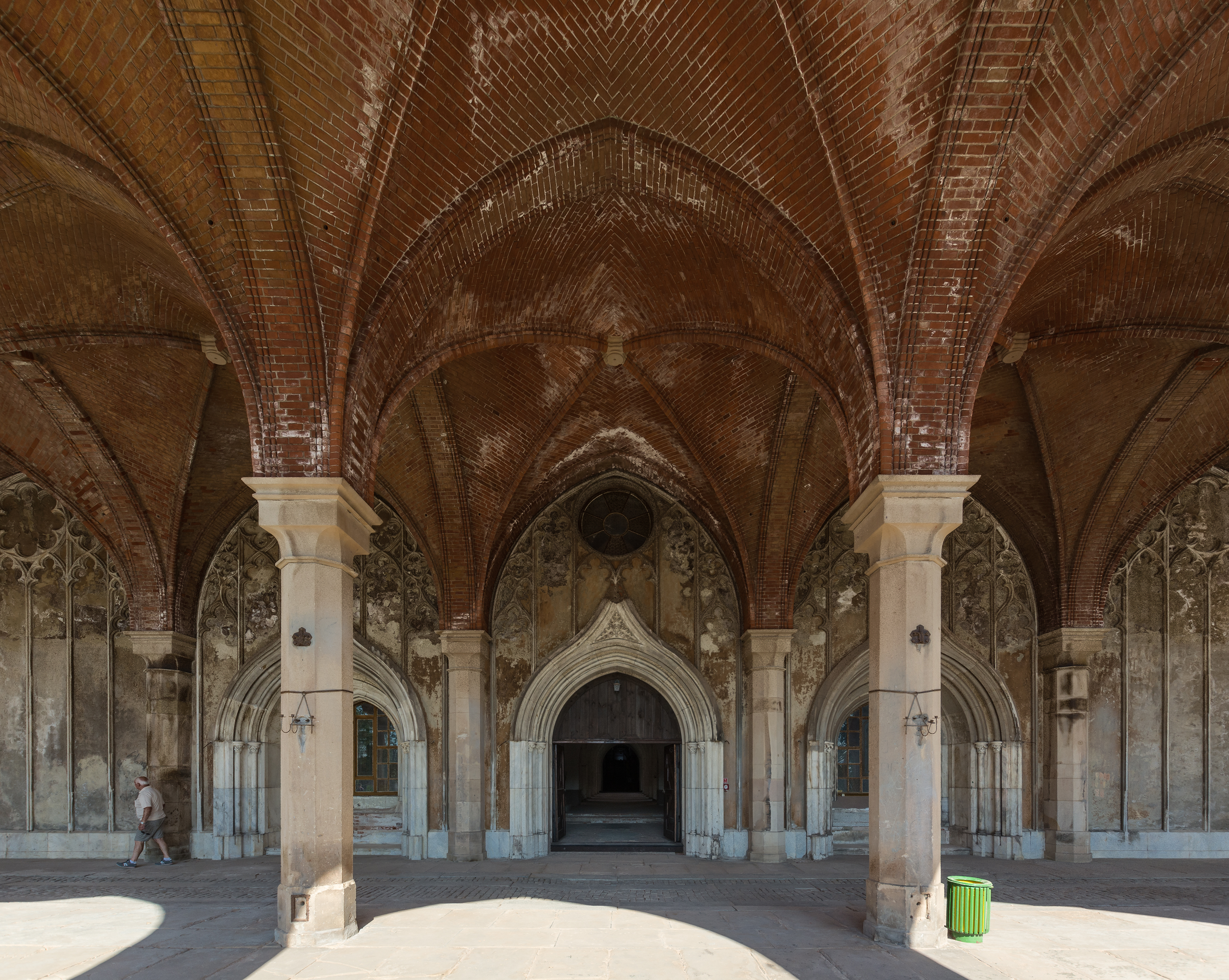
Lối vào chính